# Maxim (revistă)
Maxim este o revistă pentru bărbați din Marea Britanie, care deține 30 de ediții internaționale.
Ediția americană este citită lunar de aproximativ 2,5 milioane de oameni.
În aprilie 2009, ediția britanică a revistei a anunțat că renunță la varianta tiparită, începând cu luna iunie. Ea face concurență companiei Playboy Enterprises.
Tirajul ediției britanice a revistei scăzuse cu 41,4% pe parcursul ultimului an, până la 45.900 de copii.

## Maxim în România
Revista Maxim este prezentă și în România din octombrie 2005.
Revista a avut un tiraj de aproximativ 20.000 de exemplare în primele luni de la lansare, care apoi a scăzut, ajungând la un tiraj mediu de 10.000 de exemplare în prima jumătate din 2007.
În decembrie 2008, revista tipărea 16.000 de exemplare pe ediție, pentru a ajunge la 25.000 în aprilie 2009.
Revista este editată în România de PBR Publishing, parte a grupului elen Attica Media, care deține și revista pentru bărbați Playboy.
Până în septembrie 2007, compania PBR Publishing era deținută în proporții egale de către Publimedia și grupul elen Attica Publications.